# An Ungentlemanly Act
An Ungentlemanly Act (En Hispanoamérica titulada como Un Gesto Descortés) es una película bélica dramática creada en 1992 por la BBC basada en las primeras 36 horas antes de la recuperación de las islas Malvinas por parte de la Argentina conocida como Operación Rosario. Además narra los procedimientos y diálogos entre los habitantes y las autoridades de las islas sobre la posible y luego ocurrida invasión argentina que también es visualizada en la película.

## Argumento
La película inicia con un mapa donde se ven las islas Malvinas, mientras una voz en off explica la invasión británica de 1833 y el posterior reclamo de la Argentina por el territorio.
Luego la acción se sitúa en 1982. El gobernador británico Rex Hunt (Ian Richardson), es informado por su ayudante de un supuesto ataque de parte de fuerzas militares provenientes de Argentina. Él se muestra escéptico a que haya hostilidades, aun así a las islas llega un nuevo destacamento de marines ingleses dirigidos por el mayor Norman para reemplazar a los marines del mayor Garah Noot. El trabajo de los marines consiste en espiar a Hector Gilobert, un Vicecomodoro de Fuerza Aérea Argentina y supuesto espía de su país.
La vida en las islas ocurre sin percances entre bebidas y el aburrimiento de sus habitantes, mientras en altamar una escuadra de buques argentinos en misión secreta se dirige a las islas. Allí, el encargado de las fuerzas de tareas, Contralmirante Busser, informa a los marinos a bordo las características de su misión de reconquista de las islas con la estricta orden de no causar bajas británicas. En tanto, en las islas surge cierto resentimiento antiargentino entre los ingleses habitantes de las islas y unos trabajadores argentinos, entre ellos un periodista. El hijo del gobernador intenta varias veces sumarse a la defensa, siendo rechazado por Norman por no querer entregarlo muerto a su padre.
La administración de Rex ya fue informada de un inminente ataque, por lo que varios sectores se reúnen para trazar sus planes de contingencia, entre ellos sabotear el faro del aeropuerto para hacer chocar los aviones argentinos en el mar. Mientras tanto, el mayor Norman decide trasladar su centro de mando a la casa del gobernador y Hunt implementa el toque de queda. Las milicias locales, entre tanto, reciben la orden de apresar a todo argentino de la isla, pero Gilobert logra escapar de los ingleses.
En las costas de las islas un trío de botes con comandos anfibios argentinos desembarcan dirigidos por el capitán Giachino, y reciben la orden de tomar la casa de gobierno y arrestar al gobernador. En su casa, Hunt junto a Norman y Dick, la esposa de Hunt y su hijo observan cómo las barracas de los soldados ingleses es bombardeada y atacada. Hunt cree que los argentinos no parecen querer tomar prisioneros, mientras Norman dice que las barracas ya estaban vacías.  
Momentos después, Giachino intenta ingresar a la casa de gobierno sigilosamente por el patio de atrás, pero son divisados por unos marines ingleses quienes abren fuego hiriendo a Giachino y otro comando. En ese momento se abre fuego nutrido entre los comandos restantes desde los montes rocosos y los marines ingleses. Hunt, lanzándose cuerpo a tierra empieza a informar su situación a la radio local. Desde afuera un argentino intenta pedir a Hunt su rendición pero un marine lo ignora y sigue disparando. En tanto un médico camarada de Giachino intenta acercarse a su capitán para auxiliarlo, pero es herido por los soldados ingleses con una granada; Giachino entonces saca el seguro a una granada y la mantiene sostenida para evitar caer prisionero mientras el mayor Norman desde dentro intenta convencerlo de arrojarla lejos para llamar a un médico, cosa a la que Giachino se niega. Los comandos argentinos restantes entonces disparan granadas al techo de la casa hiriendo levemente a un infante de marina británico
Mientras tanto, en las playas cercanas al aeropuerto un trío de soldados ingleses intentan repeler un desembarco de vehículos de asalto argentino sin éxito, tras lo cual huyen en unas motocicletas al pueblo. Ya está amaneciendo, y Gordi y sus compañeros se sitúan detrás de unas cercas con sus fusiles apuntando a una calle ya que escuchan a los tanques argentinos acercarse, mientras una mujer  intenta ofrecerles té. El anfibio argentino LVTP-7 se detiene junto a varios soldados argentinos que disparan contra Gordi y sus compañeros y deciden huir a la casa de gobierno. En tanto la radio local recibe varios llamados de los vecinos quienes avistan en las calles vehículos y tropas argentinas entrando a Puerto Stanley. Gordi y sus compañeros llegan a una cancha de fútbol cercano a la casa de Hunt, allí se encuentran con unos milicianos que, asustados, dicen no querer acompañarlos pero deciden cubrirlos desde allí.
Gordi y sus amigos llegan a la casa de gobierno a toda velocidad mientras argentinos e ingleses siguen con los disparos. Hunt entonces decide qué hacer ya que fueron informados de que vehículos anfibios argentinos se dirigen a su posición seguidos por infantería. El mayor Norman y Noot plantean varias opciones, entre ellas resistir hasta el final, rendirse para evitar muertes en sus hombres o escapar e internarse en las islas para iniciar una guerra de guerrillas. Hunt se muestra reacio a rendirse a los que él llama "malditos argentinos". Hunt cree que sería mejor negociar con los argentinos un alto al fuego hasta que la ONU dictamine una resolución, para lo cual envía a buscar a Hector Gilobert a quien le encargan buscar al militar argentino a cargo de la operación. El mayor Norman ordena a sus soldados no matar a ningún argentino. Gordi, más tarde, intenta ayudar al capitán Giachino, quien se encuentra aún herido en el patio trasero, pero en medio de una confusión el tiroteo se reanuda y Gordi junto al cabo  regresan a la casa.
En la iglesia del pueblo Gilobert junto a Dick (el ayudante de Hunt) esperan al comandante argentino, y allí se presenta el contralmirante Carlos Busser. La resistencia británica empieza a flaquear, el líder de las milicias kelpers llama alarmado al gobernador informándole que están rodeados de tropas argentinas; Hunt insiste en que resistan pero el comandante informa que sus milicianos están muy asustados, por lo que Hunt entonces le ordena que dejen sus armas y se sienten en un rincón para ser tomados prisioneros, cosa que el comandante del destacamento  ya había hecho. 
Los marines ingleses se apostan en las ventanas de la casa; Gordi entonces pregunta a Hunt si puede disparar a los argentinos, pero este le informa que solo en caso de que le disparen, Gordi se siente a gusto por la orden y empieza una discusión con su cabo quien dice no entenderlo ya que anteriormente se arriesgó en ayudar a los argentinos heridos. En ese momento mientras ocupan posiciones, llegan los vehículos argentinos quienes con sus ametralladoras contienen a los marines mientras los comandos argentinos festejan la llegada de los refuerzos.  
Mientras Gilobert, Dick y Busser caminan por las calles en dirección a la casa de gobierno, las calles ya están llenas de soldados argentinos que vitorean su ya evidente triunfo. En la casa Hunt puede oír la última transmisión de la radio kelper, que es ocupada por soldados argentinos dirigidos por el mayor de inteligencia irlandés-argentino Patricio Dowling quien exige al locutor que termine la transmisión y coloque un casete con un mensaje a la población. El locutor se niega y Patricio le apunta con su arma, pero ante la negativa le ordena a uno de sus hombres que lo aparte de la silla, cosa que logra. 
La reunión se da a lugar. Los tanques argentinos rodean la residencia junto a infantes del Ejército argentino. Busser llega a la entrada pero es detenido por Gordi quien le apunta con su rifle L1A1, Busser le da el saludo militar y aparta el cañón del arma de él mientras informa su rango, el sargento Moore entonces aparece informándole que lo esperan dentro pero que no puede entrar armado, entonces Busser ordena a su escolta que lo esperen fuera. En la oficina del gobernador, Busser intenta darle un apretón de manos pero Hunt se niega exigiendo que abandonen las islas. Busser entonces le informa que el desembarco fue de la misma forma que el de los británicos en 1833 y con los mismos objetivos. Hunt ve a agotadas las instancias y le entrega su pistola personal a  Busser, con quien finalmente se da un apretón de manos. Rex ordena a sus fuerzas deponer sus armas pero le pide al argentino que le permita que sus soldados lo acompañen en su repatriación al Reino Unido y una última transmisión de radio, cosa que Busser acepta.   
En la casa de Dick, la esposa del gobernador ve con horror cómo varios soldados ingleses y milicianos son tomados prisioneros por los argentinos quienes posan con ellos mientras sacan fotografías. Busser va hacia el patio trasero y unos médicos militares intentan atender a Giachino. El mayor Norman y el sargento Moore se acercan a ayudar llevando una puerta para trasladar a Giachino, pero el doctor dictamina que ya ha muerto. En la casa de gobierno Hunt y sus soldados beben toda la cerveza que hay en el refrigerador para que no la beban los argentinos. El cacheo de armas inicia y el mayor Norman nota que Gordi guarda un cuchillo en su bota y lo reprende por ello diciendo que no haga tonterías. Entonces Gordi plantea que han abandonado a los suyos con la rendición, y Norman dice que han hecho lo necesario pero se acabó. Mientras en la radio se escucha el Himno argentino, los marines salen fuera y son puestos boca abajo por los soldados argentinos quienes los revisan. Busser observa cómo se llevan en una camioneta a Giachino mientras Hunt dice que el trato a sus hombres es deshonroso; entonces Busser reprende a sus soldados.
El izamiento del pabellón argentino se da a lugar mientras se arría la bandera británica. Un soldado argentino se dirige a dársela a Hunt pero el mayor Dowling lo detiene llevándosela de recuerdo. Entonces Don (el chofer personal de Hunt) se mete a la casa y saca una escopeta. Mientras la bandera argentina se eleva esta se suelta y cae mientras Don se ríe junto a los demás ingleses, Busser ordena volver a subirla y a Don le confiscan su arma.  
Terminadas las hostilidades, Hunt se viste su uniforme de gala pero nota que le robaron sus medallas maldiciendo a los culpables. Entonces en la casa aparece el Mayor Dowling, quien al entrar se burla de la vestimenta del gobernador y le dice que ya no tendrá trabajo. Gordi y el resto de los marines ingleses son dirigidos a una calle siendo custodiados por comandos anfibios, la exesposa de Gordi y sus hijos se hacen presentes para ver si está bien, Gordi se levanta para saludarlos pero un guardia lo detiene y  lo obliga a volver a sentarse.
Hunt sale fuera de la casa de gobierno mientras es despedido por sus empleados, allí Hector Gilobert aparece y le pide disculpas por lo que hicieron sus compatriotas diciendo que es el peor día de su vida, Hunt entonces le dice que si fuera así habría debido quitarse su uniforme. El mayor Dowling, quien estaba en un auto con el hijo del gobernador, se aproxima al auto de Rex y la esposa de Hunt le dice a Don que saque la bandera inglesa del auto ya que el oficial argentino se lleva todas de recuerdo, aunque Dowling es más rápido y la toma guardándola. Dowling le informa a Rex que lo esperará en el aeropuerto.
Hunt y su esposa se van en auto y al llegar a la calle donde están los soldados británicos prisioneros y se acerca a la ventana para saludarlos pero en cambio son los propios efectivos argentinos quienes la saludan burlonamente mientras la insultan. Finalmente el auto del gobernador se dirige al aeropuerto y se ve a los argentinos ocupar las calles con camiones y más soldados. Varios kelpers entonces empiezan a cantar una canción patriótica británica, mientras se escucha el mensaje final de Hunt diciendo que algún día volvería con sus habitantes.
Tras esto sale un mensaje diciendo que Hunt regresó a Londres con su familia, mientras el mayor Norman y sus hombres se presentaron voluntarios para la Task Force que combatiría en la guerra de Malvinas. Finalmente se escuchan voces de varios periodistas ingleses mientras salen varias grabaciones de la guerra como el hundimiento del HMS Sheffield, los combates aéreos en San Carlos y las batallas terrestres. Se puede contemplar el final de la guerra con la rendición argentina del 14 de junio, y al mayor Norman con aspecto cansado en Stanley (Puerto Argentino) observando a un prisionero argentino mientras ve cómo se iza la bandera inglesa de las Malvinas.

## Curiosidades
- La cinta se rodó en las auténticas islas Malvinas.
- Los papeles argentinos fueron realizados por algunos uruguayos y en gran medida por chilenos, hasta algunos locales.
- Cuando la bandera argentina cae del mástil en verdad ocurrió, y varios jefes militares argentinos presentes lo tomaron como un mal augurio.
- Sale el personaje de Rafael Wallman, conocido por su famosa foto del comando Batista dirigiendo a un grupo de marines ingleses prisioneros el 2 de abril.